# Obrona Modlina (1939)
Obrona Modlina – działania wojenne prowadzone w dniach 14–29 września 1939 r. podczas kampanii wrześniowej w celu obrony Twierdzy Modlin przed wojskami niemieckimi.

## Geneza
W okresie międzywojennym Twierdza Modlin spełniała rolę ważnego garnizonu, a na jej terenie znajdowały się liczne magazyny wojskowe. Stacjonował w niej 32 pułk piechoty, 1 batalion saperów Legionów, 1 pułk artylerii ciężkiej, batalion silnikowy i część batalionu mostowego. Na terenie Twierdzy mieściło się także Centrum Wyszkolenia Saperów i od 1936 r. Centrum Wyszkolenia Broni Pancernych. Z drugiej strony była ona doświadczalnym poligonem fortecznym. W jej fortach na odcinku północno-wschodnim zainstalowano kilka eksperymentalnych kopuł pancernych dla obserwacji i karabinów maszynowych oraz wybudowano doświadczalne schrony bojowe, a także testowano broń forteczną. Ponadto na terenie Twierdzy Modlin nad Narwią znajdował się port wojenny i stocznia rzeczna. Starano się konserwować stare umocnienia z myślą wykorzystania ich w czasie ewentualnej wojny w przyszłości.
W 1936 r., gdy uświadomiono sobie możliwość zagrożenia przez niemiecką nawałę pancerną od zachodu i północy, Sztab Generalny Wojska Polskiego opracował nową koncepcję wykorzystania Twierdzy i jej umocnień, uznając znaczenie fortyfikacji ziemnych jako stanowisk baterii artylerii przeciw czołgom, chronionych głębokimi fosami nie do przebycia. Podjęto wówczas decyzję, że tereny te należy traktować jak ufortyfikowane obszary przeciwpancerne. Zapadły decyzje o ochronie fortów i zakazie budowy obiektów w ich bezpośredniej bliskości, ale aż do wiosny 1939 r. praktycznie nic więcej w sferze obronnej nie wykonano.
Plan „Z” wojny z Niemcami wyznaczał Modlinowi rolę przedmościa na głównej linii obrony.

## Przygotowania do obrony
Krótko przed wybuchem konfliktu z Niemcami wybudowano w Twierdzy w obrębie wewnętrznego pierścienia fortów na północnym brzegu Bugo-Narwi i Wisły 5 lub 6 małych schronów bojowych na 2 ciężkie karabiny maszynowe każdy. Wykonano odcinki rowów przeciwpancernych i szereg ziemnych umocnień polowych. Niektóre umocnienia (np. prochownie) wykorzystano na schrony przeciwlotnicze oddziałów armijnych. Dostosowano również tradytory niektórych fortów do ówczesnej artylerii, np. w forcie III. W lipcu i sierpniu 1939 r. na przedpolu Modlina 8 batalion saperów pod dowództwem mjr. Waleriana Klimowicza (zmobilizowany przez 1 batalion saperów Legionów dla 8 Dywizji Piechoty) postawił zapory przeciwczołgowe i przeszkody z drutu kolczastego. Ponadto wybudowano 2 dodatkowe mosty: most polowy na Bugonarwi (o nośności 8 ton) po stronie zachodniej istniejącego mostu drogowo-kolejowego i most drogowy na Wiśle (o nośności 14 ton) łączący Kazuń Nowy z Modlinem.
W obliczu niemieckiego najazdu na Polskę Twierdza Modlin przedstawiała niską wartość obronną. Większość jej fortów (bez stalowych pancerzy, prócz pancerzy dla obserwatorów) miała jedynie znaczenie jako obiekty ziemne chronione głębokimi fosami nie do przebycia dla czołgów. Natomiast sam obszar Twierdzy z Fortem Dębe na północnym brzegu Bugonarwi i Fortem Beniaminów odległym 5 km na południowy wschód od Zegrza tworzył linię chroniącą Modlin przed obejściem od północnego wschodu oraz osłaniało linię kolei nadwiślańskiej między Modlinem a Warszawą. Obronę Twierdzy, ze względu na małą ilość wojska, oparto początkowo na dziale nr 1 i fortach I, II, III, uzupełnionymi fortyfikacjami polowymi i kilkoma lekkimi żelbetonowymi schronami.
Dowódcą obrony Twierdzy Modlin był II dowódca piechoty dywizyjnej 8 DP płk Wacław Młodzianowski. Podlegały mu następujące siły:
- na odcinku Kosewo – Pomiechówek – III batalion 32 pp mjr. Mariana Jany,
- na odcinku Twierdzy – IV i V marszowy batalion 32 pp ppłk. Ignacego Gaydy,
- na odcinku Zakroczym – VI i VII marszowy batalion 32 pp pod ppłk. Mariana Markiewicza,
- w odwodzie – batalion marszowy 56 pułku piechoty, ale bez broni maszynowej.

Natomiast siły artylerii obejmowały 13 i 14 pluton artylerii pozycyjnej, wyposażone w rosyjskie armaty wzór 1902, kalibru 76,2 mm (3 cale). Obronę przeciwlotniczą mostów zapewniały 8 bateria artylerii przeciwlotniczej 40 mm typu A pod dowództwem kpt. Józefa Płodowskiego i 14 kompania cekaemów przeciwlotniczych typu B.

## Polskie działania obronne

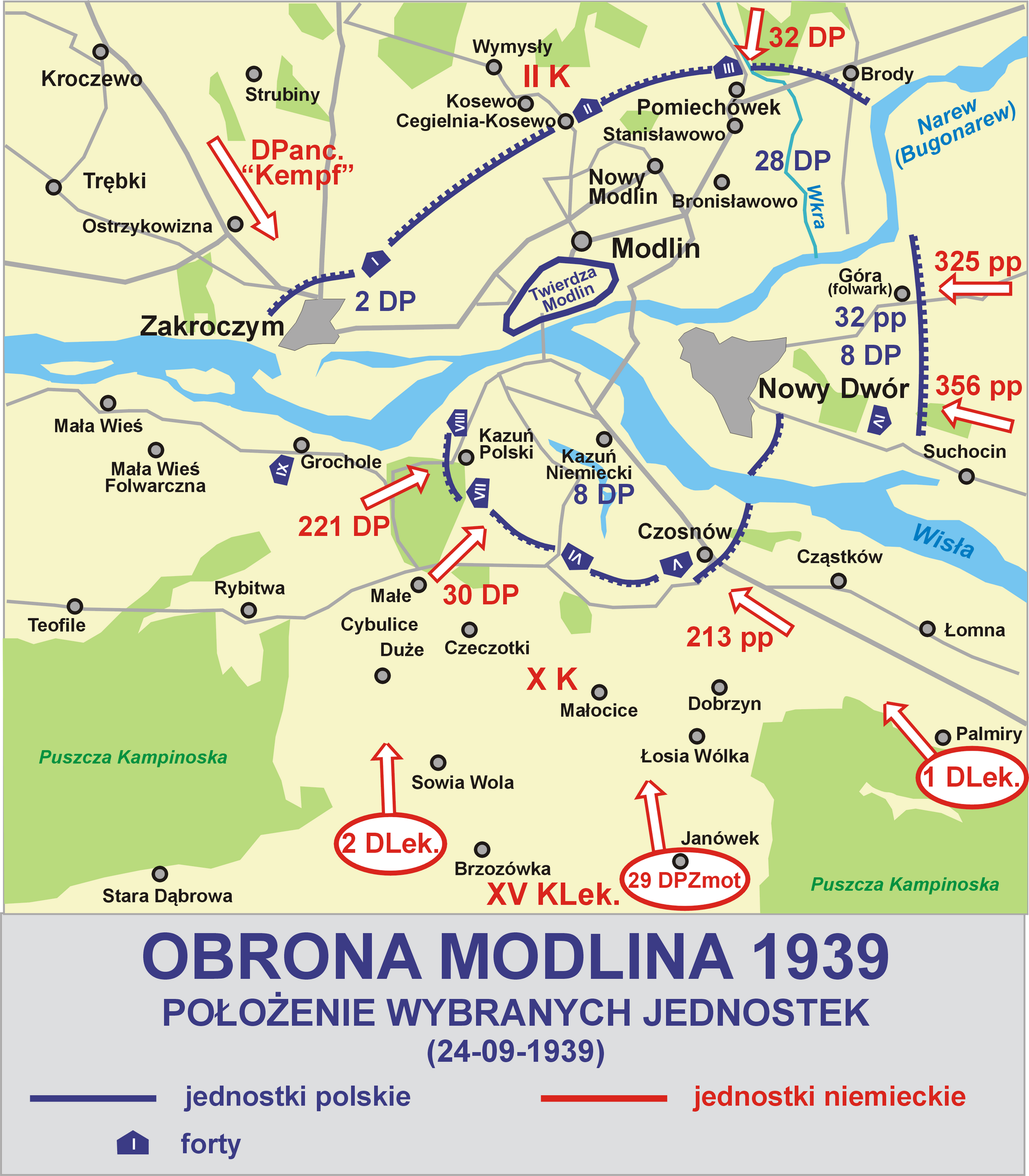

Do nocy z 4 na 5 września w Modlinie stacjonował sztab Armii „Modlin”, któremu podlegał wprost dowódca przedmościa „Modlin”. 5 września nad wszystkimi siłami polskimi w Modlinie i po obu jego stronach nad Bugo-Narwią i Wisłą objął dowództwo gen. bryg. Juliusz Zulauf, dowódca 5 Dywizji Piechoty jako dowódca grupy operacyjnej. Wobec słabej obsady odcinka rano tego dnia zostały zniszczone mosty w Serocku i Orzechowie. Spodziewano się przybycia oddziałów 5 DP, ale transporty nie nadchodziły. 6 września po południu sztab Naczelnego Wodza zawiadomił, że 5 DP została przeznaczona do obrony Warszawy. Natomiast gen. J. Zulauf otrzymał armijne formacje artylerii (46 i 47 dywizjony artylerii ciężkiej), mobilizowane przez 1 pac oraz oddziały saperów znajdujące się w rejonie Modlina i Zegrza, a ponadto pociąg pancerny nr 13 kpt. Stanisława Młodziankowskiego działający w rejonie Nasielsk – Płońsk. Ostatecznie po terminie dojechały do Modlina dowództwo 5 DP i I batalion 26 pułku piechoty pod dowództwem mjr. Kazimierza Kukina, który skierowano do Zegrza. Pułkownik W. Młodzianowski otrzymał także do swej dyspozycji 11 dywizjon artylerii najcięższej mjr. Kazimierza Fuli (6 moździerzy 220 mm). Oprócz tych sił były, spływające z przedmościa, luźne oddziały 8 DP i 20 Dywizji Piechoty. Niektóre znajdowały się w dość dobrym stanie, jak np. 32 pp ppłk. Stefana Zająca. Dowódca Armii „Modlin”, gen. bryg. Emil Krukowicz-Przedrzymirski określił następująco zadanie dla sił gen. J. Zulaufa na odcinku od Serocka do Czerwińska: Grupa gen. J. Zulaufa w składzie 5 DP, wzmocniona wszystkimi oddziałami wchodzącymi dotychczas w skład grupy płk. W. Młodzianowskiego w Modlinie i Orzechowie oraz grupy płk. dypl. Józefa Sas-Hoszowskiego w Zegrzu, ma bronić przedmościa Modlina i Zegrza oraz rzeki Narwi między tymi przedmościami, zwracając szczególną uwagę na przeprawę w rejonie Dębe.
Nad ranem 7 września załoga przedmościa Zegrze wycofała się za Bugonarew, a most na rozkaz dowódcy Armii wysadzono w powietrze. W nocy z 6 na 7 września z przedmościa modlińskiego odeszły: 11 dan do rejonu Jabłonny do dyspozycji dowódcy Armii, zaś 46 dac do Warszawy. Tego samego dnia gen. J. Zulauf jako dowódca zgrupowania na odcinku Zegrze – Modlin otrzymał z dowództwa Armii rozkaz, aby bronić linii Wisły i Narwi od Zakroczymia po Serock włącznie, a resztę odcinka dozorować. Przedmoście modlińskie miało być przygotowane do obrony ze wszystkich kierunków. W rejonie Modlina zaczęły obsadzać stanowiska oddziały 8 DP płk. dypl. Teodora Furgalskiego i inne jednostki przybyłe z przedpola. Ugrupowanie było następujące:
- 32 pp objął odcinek w rejonie fortów I i II,
- grupa ppłk. dypl. Konstantego Zaborowskiego, dowódcy 79 pułku piechoty (z 20 DP), w składzie III batalion 80 pułku piechoty i kombinowany batalion 79 pp – obsadziła odcinek na Bugo-Narwi na wschód od Modlina aż do Orzechowa włącznie,
- część artylerii 8 DP wraz z 8 dac zajęła stanowiska na wschód od Kazunia.

W nocy z 7 na 8 września do Twierdzy dotarł 21 pułk piechoty płk. dypl. Stanisława Sosabowskiego, zaś 13 pułk piechoty ppłk. Alojzego Nowaka przeszedł do rejonu Gniewniewic w celu reorganizacji i dozorowania odcinka Wisły na zachód od Modlina.
9 września Naczelny Wódz marszałek Edward Śmigły-Rydz, wobec coraz gorszej sytuacji na froncie, rozkazał prowadzenie w rejonie Modlina obrony okrężnej. W tej sytuacji organizacja obrony Twierdzy Modlin przeszła pośpieszną reorganizację, którą do 13 września kierował gen. bryg. w stanie spoczynku Stanisław Oktawiusz Małachowski. Dotychczasowy dowódca Twierdzy Modlin płk W. Młodzianowski został dowódcą artylerii Twierdzy. Obronę oparto teraz na wewnętrznym pierścieniu fortów oraz dziełach 1, 9, J i fortach XVII, XVIII, a w skład garnizonu Twierdzy weszli dodatkowo żołnierze rozbitych 8 DP i 20 DP.
Już 10 września od strony północnej pod Modlin podeszły czołowe elementy niemieckiego II Korpusu Armijnego pod dowództwem gen. Adolfa Straussa, w skład którego wchodziły: 32, 217 i 228 Dywizje Piechoty. Wieczorem 11 września zmotoryzowanemu batalionowi piechoty z 32 DP wspartemu artylerią udało się opanować Zakroczym, lecz wieczorem został wyparty polskim przeciwnatarciem. Również tego dnia w pobliżu Dębe 217 DP sforsowała Narew, a następnego dnia część 32 DP osiągnęła Dębe, co bezpośrednio zagroziło Twierdzy od południowego wschodu. W nocy z 12 na 13 września grupa wydzielona z niemieckiej 228 DP w składzie 400 pp, 3 dywizjonu 228 pułku artylerii, 228 dywizjonu przeciwpancernego i 228 dywizjonu rozpoznawczego zluzowała 4 pp 32 DP pod Modlinem i zamknęła drogę do Twierdzy z kierunku północnego na odcinku od Bugo-Narwi po Wisłę.
Rano 13 września do Modlina zaczęły docierać resztki Armii „Łódź” pod dowództwem gen. Wiktora Thommée, które nie mogąc przebić się przez silny pierścień okrążenia niemieckiego wokół Warszawy, opuszczały teren Puszczy Kampinoskiej. Po południu do Twierdzy przybył gen. W. Thommée, a wkrótce potem ppłk dypl. Mieczysław Wilczewski, obejmując z powrotem funkcję szefa sztabu. W późnych godzinach popołudniowych przyjechał z Warszawy zastępca szefa sztabu Armii „Warszawa”, płk dypl. Stanisław Rola-Arciszewski, przywożąc rozkaz dowódcy Armii gen. dyw. Juliusza Rómmla. Na jego podstawie gen. W. Thommée miał objąć dowództwo nad zgrupowaniem modlińskim, tworzącym Obóz Warowny „Modlin” i zabezpieczyć utrzymanie tego rejonu. Tego dnia do Modlina zaczęła przybywać 30 Dywizja Piechoty gen. bryg. Leopolda Cehaka, a 14 września zaczęły dochodzić 2 Dywizja Piechoty Legionów płk. dypl. Antoniego Staicha i 28 Dywizja Piechoty gen. bryg. Władysława Bończy-Uzdowskiego. Rankiem 16 września siły były jeszcze niewielkie i składały się przede wszystkim z artylerii (2 DP Leg. – ponad 1 tys. żołnierzy i 20 dział, 8 DP – ok. 10,1 tys. żołnierzy i 35 dział, 28 DP – ok. 2,2 tys. żołnierzy i 20 dział, 30 DP – ponad 1,8 tys. żołnierzy i 21 dział), ale w kolejnych dniach do twierdzy dotarło ponad 20 tysięcy żołnierzy wraz z bronią osobistą, zespołową i ppanc. Stan załogi pozwolił odesłać do macierzystego garnizonu 21. pp. Generał W. Thommée rozkazał obsadzenie wewnętrznego pierścienia fortów, dzieląc Obóz Warowny „Modlin” na 4 odcinki obronne:
- „Zakroczym” – dowódca: płk dypl. A. Staich, skład: 2 DP Leg. oraz 6 i 7 bataliony marszowe 32 pp pod dowództwem ppłk. Mariana Markiewicza, które obsadzały dotąd ten odcinek.
- „Twierdza” – dowódca: gen. bryg. L. Cehak, skład: 30 DP i 5 batalion marszowy 32 pp.
- „Pomiechówek” – dowódca: gen. bryg. W. Bończa-Uzdowski, skład: 28 DP, 4 batalion marszowy 32 pp i pociąg pancerny nr 15 kpt. Kazimierza Kubaszewskiego.
- „Kazuń” – dowódca: płk dypl. T. Furgalski, skład: 8 DP (bez 21 pp).

Ogólny stan załogi Twierdzy Modlin liczył wówczas ok. 15-20 tys. ludzi (dochodząc ostatecznie do ok. 40 tys.), ok. 96 dział i 7 czołgów rozpoznawczych (tankietek) TK-3.
Ich zadanie było następujące: prowadzenie obrony z kierunku południowego na linii Cybulice Małe – Bielany – Dębina, a z kierunku wschodniego na linii Boża Wola – folwark Góra z wysunięciem elementów dozorowania na południowy skraj Puszczy Kampinoskiej. W tym celu – na rozkaz dowódcy Armii „Warszawa” – gen. W. Thommée 15 września wysłał do rejonu Leszna oddział wydzielony pod dowództwem płk. dypl. Stanisława Sztarejki, dowódcy 84 pułku piechoty w sile ok. 300 ludzi z ciężkimi karabinami maszynowymi, działkami przeciwpancernymi i działonami artylerii. Oddział walczył z Niemcami do 18 września, zajmując pozycję na linii gajówka Roztoka – Wiersze, na północnym skraju południowego pasma Puszczy Kampinoskiej.

## Obrona Twierdzy
16 września dowódca niemieckiego II Korpusu Armijnego nakazał 228 DP przeprowadzić natarcie na Twierdzę Modlin w dniu 18 września. Miało ono być wykonane w następujący sposób:
- z kierunku północnego miał przeprowadzić pozorny atak na Zakroczym – Stanisławowo – Pomiechówek oddział wydzielony w składzie 400 pp, 228 dywizjon przeciwpancerny i 228 dywizjon rozpoznawczy wzmocniony grupą artylerii;
- z kierunku wschodniego w widłach Bugonarwi i Wisły właściwe uderzenie miała wykonać 228 DP siłami dwóch pułków, a mianowicie 325 pp (wspartym 2 i 4 dywizjonem 228 pułku artylerii) – przez Górę i Okunin na Nowy Dwór Mazowiecki, zaś 356 pp wzmocniony grupą artylerii – wzdłuż szosy Skierdy – Boża Wola na Nowy Dwór Mazowiecki.

17 września załoga Twierdzy Modlin, podobnie jak oddziały Armii „Poznań” i Armii „Pomorze” walczące nad dolną Bzurą, przeżyła całodzienne ciężkie bombardowanie lotnicze (ponad 100 samolotów niemieckich). Zresztą bombardowania lotnicze Twierdzy, jako ważnego strategicznie celu, trwały już od pierwszego dnia wojny.
W nocy z 17 na 18 września do sił niemieckiego II Korpusu Armijnego dołączyła Dywizja Pancerna „Kempf” pod dowództwem gen. mjr. Wernera Kempfa, zajmując pozycje w rejonie szosy Nasielsk – Karolinowo (15 km na północ od Modlina).
18 września rozpoczęły się systematyczne natarcia niemieckie na Modlin, wsparte silną artylerią i atakami licznego lotnictwa. Tego dnia rano rozpoczęło się natarcie niemieckiej 228 DP na Nowy Dwór Mazowiecki, po przygotowaniu artyleryjskim i wsparte silnymi nalotami lotnictwa nurkowego na mosty na Bugonarwi i Wiśle. Jednakże zostało ono odparte przez 32 pp z 8 DP, wsparty I dywizjonem 8 pułku artylerii lekkiej i II dywizjonem 4 pułku artylerii ciężkiej, które zajmowały pozycje na linii: wschodni skraj lasu m. Boża Wola – folwark Góra.
W nocy z 19 na 20 września DPanc. „Kempf” zluzowała oddział wydzielony z 228 DP, pozostający pod dowództwem dowódcy artylerii II Korpusu. Dołączył on do macierzystej dywizji, przechodząc do rejonu Stara Olszewnica – Chotomów – Derlacz i miejscowości położonych na północ od Jabłonny – Legionowa. DPanc. „Kempf” oblegała Modlin z kierunku północnego na odcinku od Bugonarwi po linię Olszyny – Złotopolice – Mochty nad Wisłą. Dalej na zachód północny brzeg Wisły dozorowała 15 Grupa Grenzschutzu.
W nocy z 20 na 21 września doszło do zmian w usytuowaniu obronnym wśród polskich sił. Oddziały 30 DP gen. L. Cehaka zluzowały 13 pp z 8 DP. Nowe pozycje były następujące:
- 84 pp wzmocniony kawalerią dywizyjną rtm. Tadeusza Schollenbergera i 2 działkami ppanc z 83 pp objął prawy odcinek obrony na linii Wisła – las Cybulice Małe – południowy skraj lasku Bielany – wzg. 75,6 i las na wschód od niego;
- 82 pp ppłk. dypl. Antoniego Chruściela objął lewy odcinek obrony, na linii od wzg. 81 – Dębina do Wisły;
- 83 pp (bez 2 działek ppanc) mjr. Wacława Sokola stanął w rejonie Sady – Kazuń Polski jako odwód.

21 września, po rozbiciu polskich wojsk gen. Tadeusza Kutrzeby nad Bzurą (patrz: bitwa nad Bzurą), podszedł pod Modlin od południa przez Puszczę Kampinoską niemiecki XV Korpus Zmotoryzowany pod dowództwem gen. Hermanna Hotha. Jego 2 Dywizja Lekka gen. Georga Stummego zajęła pozycje pod Kazuniem Polskim, zaś 29 Zmotoryzowana Dywizja Piechoty w rejonie Czeczotki – Czosnów. Następnego dnia po rozbiciu pod Łomiankami Górnymi improwizowanej grupy gen. Mikołaja Bołtucia siły XV Korpusu Zmot. zamknęły rejon Modlina z kierunku południowego, oddzielając go do oblężonej Warszawy.
Od 24 września Niemcy przygotowywali się do generalnego natarcia na Twierdzę Modlin, które miało rozpocząć się 29 września. II Korpus Armijny miał uderzyć 32 DP z kierunku północnego przez Pomiechówek – Stanisławowo na Twierdzę, DPanc. „Kempf” – wzdłuż Wisły na Zakroczym, zaś 228 DP od wschodu na Nowy Dwór Mazowiecki. XV Korpus Zmot. miał atakować od południa 2 DLek. przez Kazuń, a 29 Zmot. DP przez Czosnów. Przez cały czas Modlin był ostrzeliwany przez artylerię i bombardowany z powietrza.
Rozpoczynając przygotowania do ataku, w nocy z 25 na 26 września 2 DLek. została zluzowana na odcinku Brzozówka – Grochale przez 221 DP z X Korpusu Armijnego, a następnej nocy 213 DP zluzowała 29 Zmot. DP na odcinku Łomna – Małocice. 27 września DPanc. „Kempf” podeszła na odległość szturmową do fortu I – Zakroczym, a 32 DP do fortu III – Pomiechówek. Jeszcze tego samego dnia siły II Korpusu Armijnego przeprowadziły rozpoznawcze uderzenie na wewnętrzny pierścień fortów ze wsparciem ognia artylerii, ale załamało się ono w ogniu polskiej obrony.

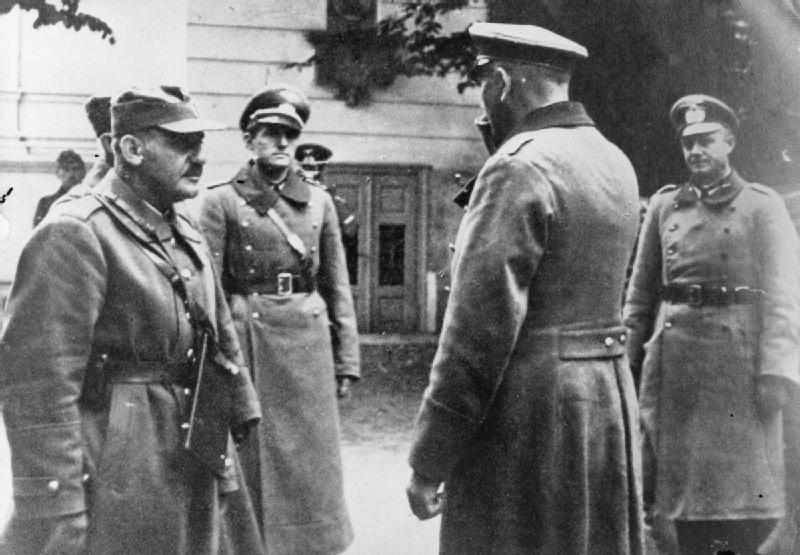
Gen. Leopold Cehak przy przekazaniu twierdzy Modlin Adolfowi Straußowi, 29 września 1939

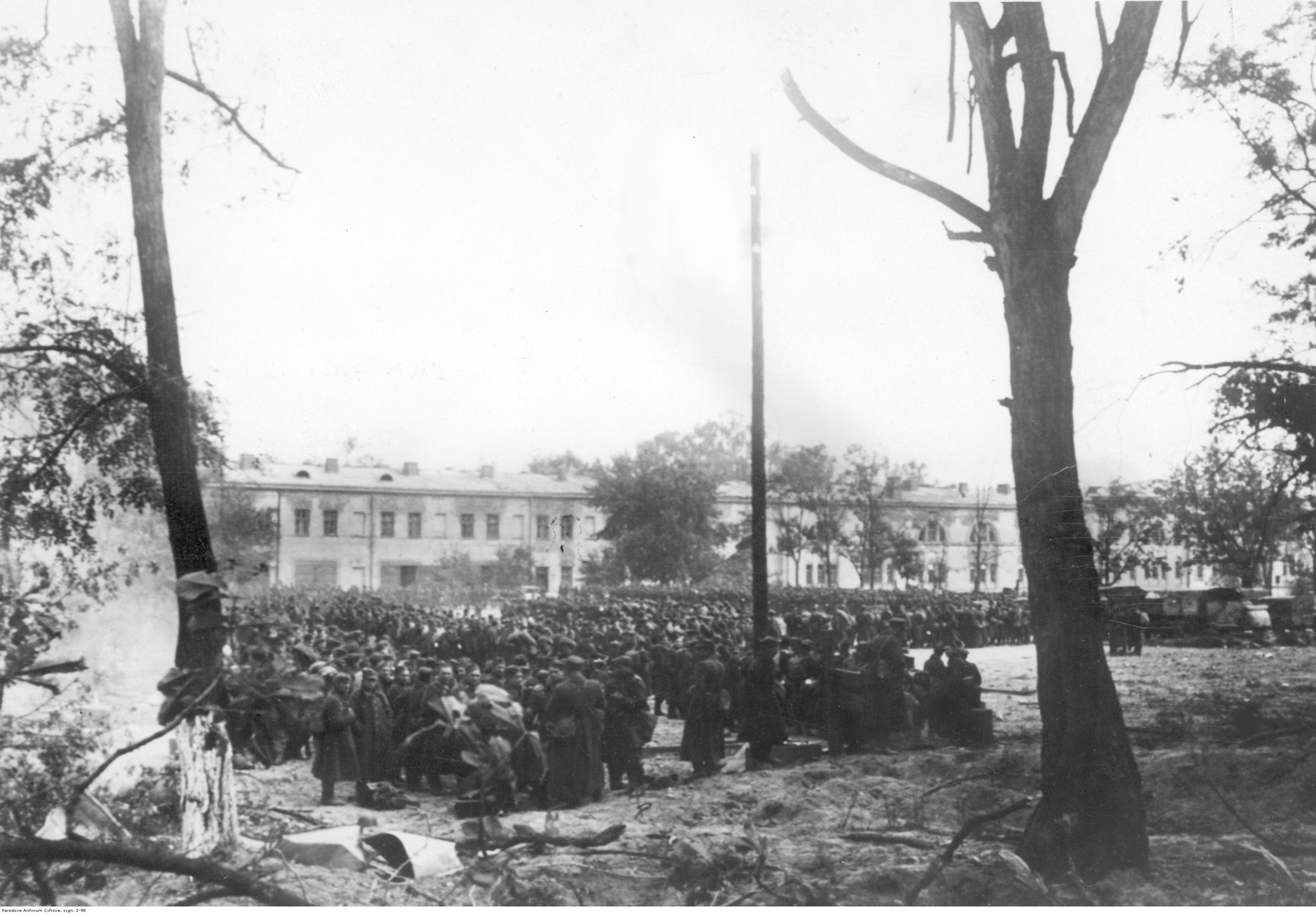
Polskie oddziały przygotowujące się do składania broni po kapitulacji Twierdzy

27 września II Korpus Armijny wzmocniony dodatkową artylerią (605 dywizjon artylerii ciężkiej z I Korpusu Armijnego) ponownie zaatakował Twierdzę przy współdziałaniu z kierunku południowego 213 i 221 DP, nie osiągając jednak powodzenia.
28 września dowódca X Korpusu gen. Wilhelm Ulex objął dowództwo nad całością sił niemieckich oblegających Modlin. Jednakże rano tego dnia nastąpiło zawieszenie broni spowodowane brakiem amunicji, żywności i wody oraz wyczerpaniem polskiej załogi Twierdzy Modlin. Ostatecznie 29 września rano gen. W. Thommée podpisał kapitulację na szosie do Jabłonny w rejonie Suchocina. Stan załogi Modlina wynosił wówczas ok. 35 tys. żołnierzy, w szpitalach znajdowało się ok. 4 tys. rannych.
Już po ogłoszeniu rozejmu, SS-mani z Dywizji Pancernej „Kempf” zaatakowali niespodziewanie polskie pozycje pod Zakroczymiem, gdzie żołnierze 2. DP Leg. szykowali się już do złożenia broni. Zamordowanych zostało ok. 500 polskich jeńców oraz ok. 100 osób cywilnych.

## Podsumowanie
W obronie Twierdzy Modlin poległo ok. 1300 żołnierzy, w tym 50 oficerów i podchorążych (według innego źródła łączne straty wyniosły 1907 zabitych i 4000 rannych). Po kapitulacji Niemcy zwolnili szeregowych, oficerów zaś przewieźli do obozu jenieckiego Soldau (KL) w Działdowie, gdzie wkrótce także ich uwolnili. Jednakże po kilku tygodniach wyłapali ich i odesłali do oflagów na terenie Niemiec.

## Upamiętnienie

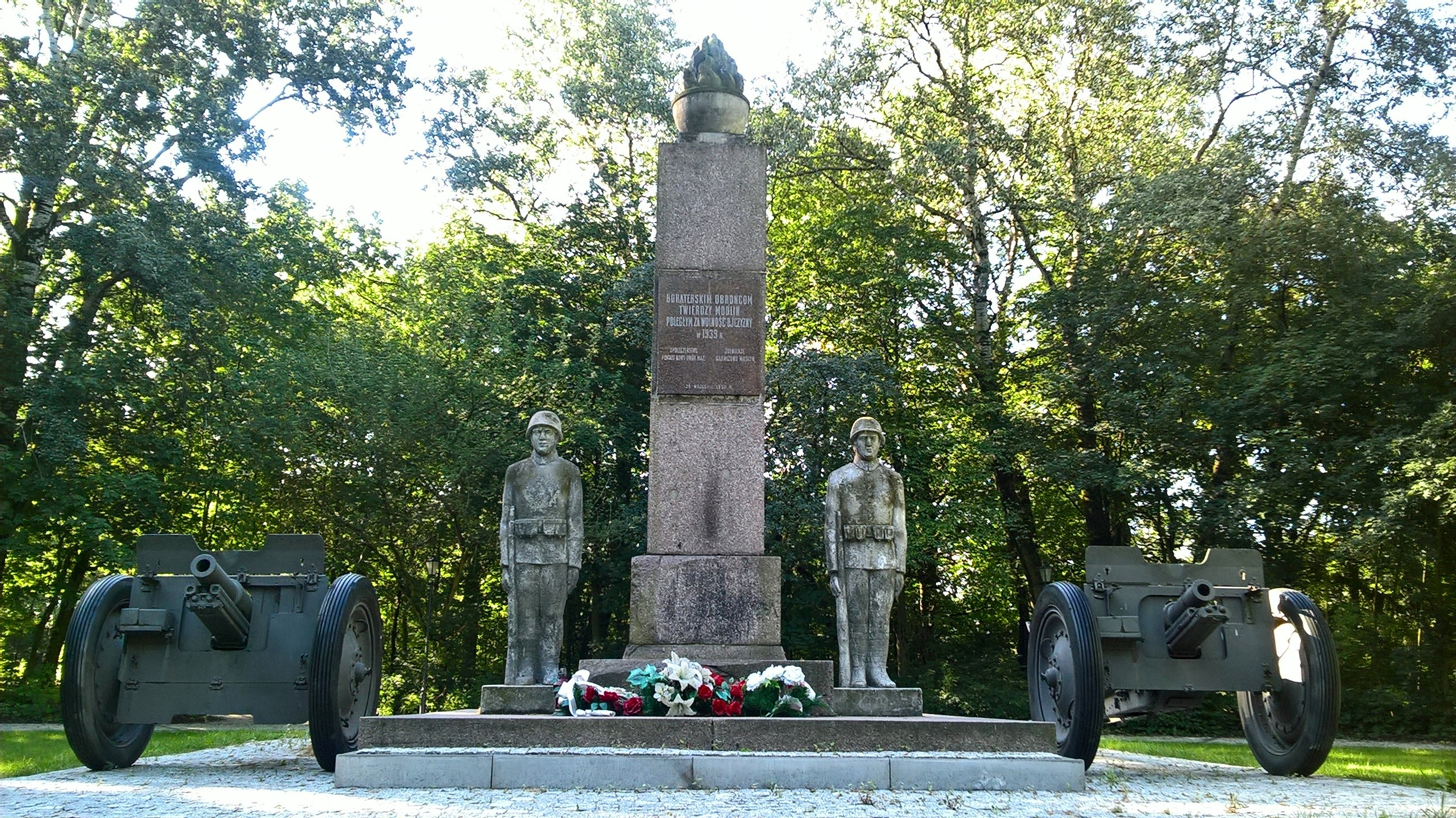
Pomnik Obrońców Modlina.

Walki żołnierza polskiego o Modlin, w II wojnie światowej, zostały upamiętnione na Grobie Nieznanego Żołnierza w Warszawie napisem na jednej z tablic po 1990 r. „WARSZAWA – MODLIN 8 – 28 IX 1939” oraz wzniesionym na terenie twierdzy (przy ulicy gen. I. Ledóchowskiego) Pomniku Obrońców Modlina. Uroczyste odsłonięcie monumentu nastąpiło 29 września 1957 roku, w obecności dowódcy obrony Modlina gen. Wiktora Thommée i kombatantów. Pomnik stanowi wysoki cokół, na którego szczycie znajduje się rzeźba przedstawiająca płonący znicz. Na cokole znajduje się tablica pamiątkowa z napisem: „Bohaterskim obrońcom Twierdzy Modlin poległym za wolność Ojczyzny w 1939 r.”, a po obu stronach stoją rzeźby żołnierzy. Dodatkowo w otoczeniu pomnika zostały ustawione dwie radzieckie armaty kal. 76 mm wz. 1927.